# Bedřich Schejbal
Bedřich Schejbal (né en 1874 - date de décès inconnue) est un escrimeur bohémien. Il a remporté une médaille de bronze en sabre par équipe aux Jeux olympiques de 1908.